# De jure

De jure (prononciation en latin: [deː ˈjuːre]) est une locution latine signifiant « de droit », « de par le droit » ou encore « par la loi ». Elle s'oppose couramment à la locution « de facto » (signifiant « de fait » ou « dans les faits »).

## Origine et utilisation
La locution est d'origine romaine.
Exemples d'utilisation :
- le français est langue officielle de jure de 29 États et territoires dans le monde ;
- tandis que Martin Luther King concentrait ses efforts pour faire tomber la discrimination de jure, une autre grande figure de la lutte pour les droits civiques, Malcolm X, centrait son combat sur la discrimination de facto des Noirs aux États-Unis, car l’abolition de lois racistes n’empêchait pas toujours la ségrégation dans les faits ;
- Charles III, roi du Canada, est chef d'État du Canada de jure ; le gouverneur général du Canada est chef de l'État de facto ;
- l'Arménie indique[Comment ?] une « reconnaissance de facto » et non de jure du Haut-Karabagh.